# Staudach (Anzing)
Staudach ist ein Ortsteil der Gemeinde Anzing im oberbayerischen Landkreis Ebersberg. 

## Lage
Die Einöde Staudach liegt etwa zwei Kilometer nordöstlich von Anzing an der Staatsstraße 2081.